# Schieferhof Nägelstedt

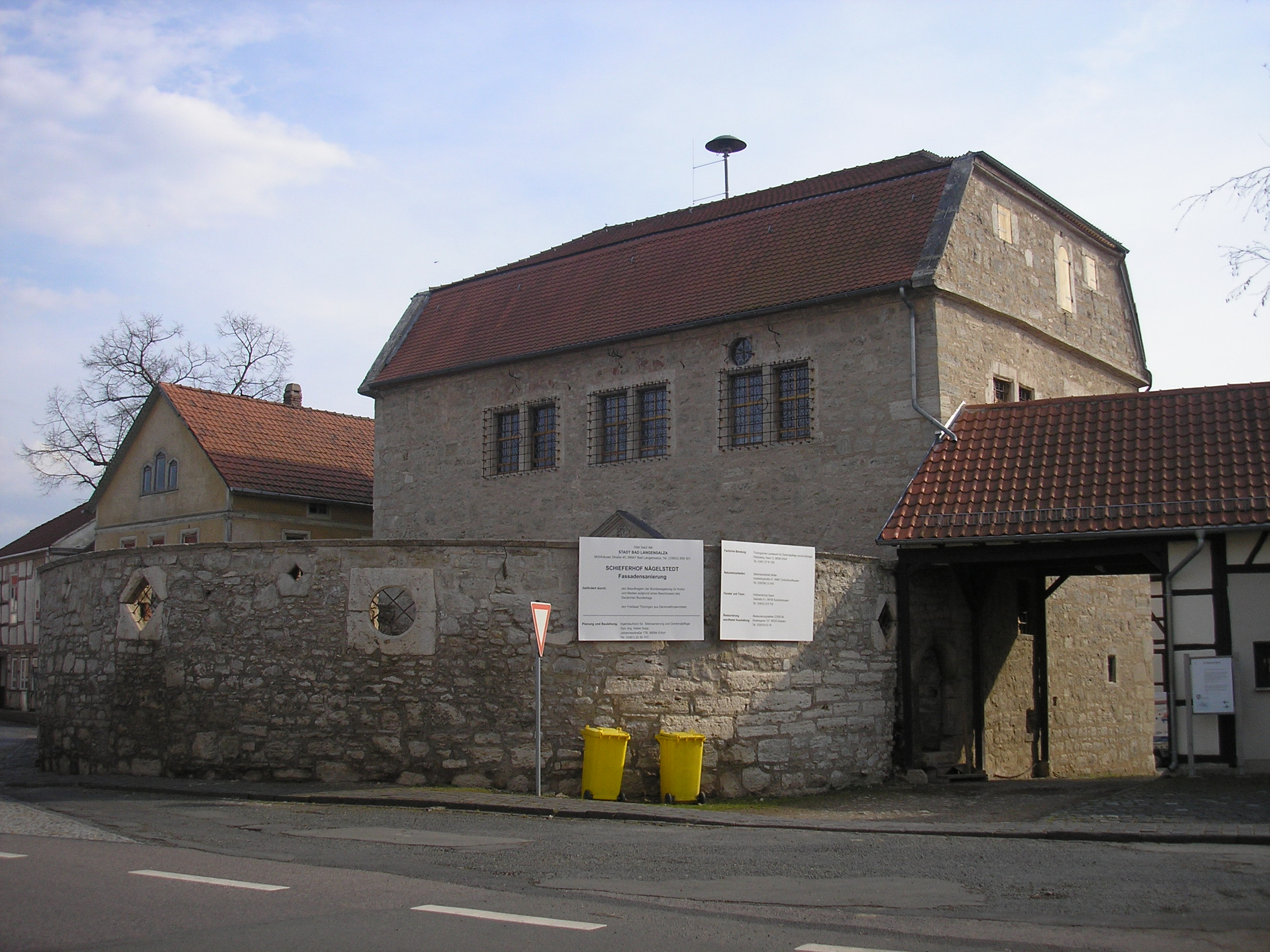
Schieferhof Nägelstädt

Der Schieferhof steht Am Anger 4 von Nägelstedt, einem Ortsteil von Bad Langensalza im Unstrut-Hainich-Kreis in Thüringen.
Der stattliche Steinbau mit abgewalmten Mansarddach wurde 1565 von Hans von Germar, Landkomtur der Deutschordensballei Thüringen erbaut. Das Gebäude hat gekuppelte Rechteckfenster. Die Portale sind im Renaissancestil. Im Norden ist ein Portal in Form einer Ädikula, die mit einer Kartusche, die eine Inschrift trägt, und Rollwerk verziert ist. Seitlich sowie in den Zwickeln befinden sich Wappen, das von Görmar-Knoblauch im Giebel. Im Norden ist eine halbkreisförmige Barbakane angebaut. Ihre Mauer hat runde und rautenförmige Öffnungen. Im Innern sind Wandnischen zum Sitzen.